# Kristi Terzian
Kristi Terzian (ur. 22 kwietnia 1967 w Sanger) – amerykańska narciarka alpejska.
W zawodach Pucharu Świata zadebiutowała sezonie 1985/1986. Pierwsze punkty wywalczyła 9 sierpnia 1989 roku w Las Leñas, gdzie zajęła szóste miejsce w slalomie. Na podium zawodów tego cyklu jedyny raz stanęła 10 marca 1990 roku w Stranda, kończąc rywalizację w gigancie na drugiej pozycji. W zawodach tych rozdzieliła dwie Francuzki: Carole Merle i Florence Masnadę. W sezonie 1989/1990 zajęła siedemnaste miejsce w klasyfikacji generalnej, a w klasyfikacji kombinacji była dziesiąta.
Wystartowała w slalomie na mistrzostwach świata w Morioce w 1993 roku, ale nie ukończyła rywalizacji. Nigdy nie wystąpiła na igrzyskach olimpijskich.

## Osiągnięcia

### Mistrzostwa świata
| Miejsce | Dzień    | Rok  | Miejscowość | Konkurencja | Czas biegu | Strata | Zwyciężczyni |
| ------- | -------- | ---- | ----------- | ----------- | ---------- | ------ | ------------ |
| DNF1    | 9 lutego | 1993 | Morioka     | Slalom      | 1:27,66    | -      | Karin Buder  |

### Puchar Świata

#### Miejsca w klasyfikacji generalnej
- sezon 1989/1990: 17.
- sezon 1991/1992: 111.
- sezon 1992/1993: 60.
- sezon 1993/1994: 105.

#### Miejsca na podium
1. Stranda – 10 marca 1990 (gigant) – 2. miejsce